# Contea di Dingxing
La contea di Dingxing (定兴县S, Dìngxīng XiànP) è una contea della Cina, situata nella provincia di Hebei e amministrata dalla prefettura di Baoding.